# Noordse combinatie op de Olympische Winterspelen 1998
Noordse combinatie is een van de sporten die beoefend werden tijdens de Olympische Winterspelen 1998 in Nagano, Japan.

## Heren

### Individueel
| rang   | sporter(s)        | land | sprong (ptn) | 15 km (tijd) | verschil |
| ------ | ----------------- | ---- | ------------ | ------------ | -------- |
| Goud   | Bjarte Engen Vik  | NOR  | 241.0        | 41:21.1      |          |
| Zilver | Samppa Lajunen    | FIN  | 230.5        | 40:45.6      | + 27.5   |
| Brons  | Valerij Stoljarov | RUS  | 235.0        | 41:13.3      | + 28.2   |
| 4      | Kenji Ogiwara     | JPN  | 226.0        | 41:12.2      | + 1:21.1 |
| 5      | Milan Kučera      | CZE  | 228.0        | 41:27.8      | + 1:24.7 |
| 6      | Tsugiharu Ogiwara | JPN  | 232.5        | 41:55.4      | + 1:25.3 |
| 7      | Nicolas Bal       | FRA  | 218.5        | 40:31.8      | + 1:25.7 |
| 8      | Mario Stecher     | AUT  | 228.5        | 41:54.9      | + 1:48.8 |

### Team
| rang   | sporter(s)                                                         | land | sprong (ptn)            | 5 km (tijd)                     | verschil |
| ------ | ------------------------------------------------------------------ | ---- | ----------------------- | ------------------------------- | -------- |
| Goud   | Halldor Skard Kenneth Braaten Bjarte Engen Vik Fred Børre Lundberg | NOR  | 222.5 204.0 255.0 219.5 | 13:38.6 13:29.1 13:40.1 13:15.7 | 54:11.5  |
| Zilver | Samppa Lajunen Jari Mantila Tapio Nurmela Hannu Manninen           | FIN  | 235.0 231.5 210.5 229.0 | 13:58.2 14:21.4 13:53.8 13:17.0 | + 1:18.9 |
| Brons  | Sylvain Guillaume Nicolas Bal Ludovic Roux Fabrice Guy             | FRA  | 226.0 212.0 218.5 206.5 | 13:45.3 13:30.4 14:05.2 13:21.5 | + 1:41.9 |
| 4      | Christoph Bieler Christoph Eugen Mario Stecher Felix Gottwald      | AUT  | 216.0 223.0 248.5 216.0 | 14:13.6 14:51.9 13:42.3 13:12.8 | + 1:53.1 |
| 5      | Tsugiharu Ogiwara Satoshi Mori Gen Tomii Kenji Ogiwara             | JPN  | 229.5 223.5 217.0 223.0 | 13:55.6 14:04.5 14:46.9 13:10.8 | + 2:07.3 |
| 6      | Matthias Looß Ronny Ackermann Thorsten Schmitt Jens Deimel         | GER  | 208.0 209.0 210.0 234.0 | 14:24.3 13:28.3 13:44.7 13:29.7 | + 2:10.5 |
| 7      | Marco Zarucchi Andreas Hartmann Jean-Yves Cuendet Urs Kunz         | SUI  | 189.0 230.5 193.5 184.0 | 13:33.6 13:33.3 13:41.8 12:51.9 | + 2:30.1 |
| 8      | Marek Fiurášek Milan Kučera Jan Matura Ladislav Rygl               | CZE  | 190.5 241.0 242.0 227.0 | 14:50.5 13:27.6 15:19.3 13:18.3 | + 2:53.2 |

## Medaillespiegel
| rang | land      | goud | zilver | brons | totaal |
| ---- | --------- | ---- | ------ | ----- | ------ |
| 1    | Noorwegen | 2    | 0      | 0     | 2      |
| 2    | Finland   | 0    | 2      | 0     | 2      |
| 3    | Frankrijk | 0    | 0      | 1     | 1      |
| 3    | Rusland   | 0    | 0      | 1     | 1      |
|      |           | 2    | 2      | 2     | 6      |